# Gordon Cummins

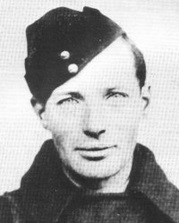
Gordon Cummins

Gordon Frederick Cummins (1914/1915 - Londen, 25 juni 1942) was een Engelse seriemoordenaar. Hij pleegde zijn daden in Londen, gedurende een periode van zes februaridagen in 1942.
Hij vermoordde vier vrouwen en poogde nog twee slachtoffers te maken. Drie van de vier doden werden verminkt gevonden. Cummins is ook bekend als de Blackout Ripper of Blackout Killer, omdat hij zijn terreurgolf hield tijdens de nachtelijke verduistering die tijdens de Tweede Wereldoorlog opgelegd was.

## Slachtoffers

### Dodelijke slachtoffers
- Evelyn Hamilton (40) - Werd op 8 februari 1942 gewurgd gevonden.
- Evelyn Oatley (35) - Werd op 9 februari naakt gevonden. Niet alleen was ze verwurgd en was haar keel doorgesneden, maar ze bleek ook seksueel verminkt te zijn met een blikopener.
- Margaret Florence Lowe (43) - Werd op 10 februari gevonden, gewurgd met een panty. Haar lichaam was verminkt met een mes en een scheermes.
- Doris Jouannet (32) - Werd op 11 februari naakt gevonden, gewurgd met een shawl. Haar lichaam was seksueel verminkt. De media begonnen de moordenaar op dit punt te omschrijven als Ripper, vanwege de gelijkenissen met de verminkingen van Jack the Ripper.

### Overlevende slachtoffers
- Greta Hayward werd op 14 februari aangevallen. Ze wist te ontsnappen toen Cummins gestoord werd door een bezorger en ervandoor ging.
- Prostituee Kathleen King werd op dezelfde dag door een 'klant' aangevallen in haar flat, maar wist hem van zich af te slaan.

## Arrestatie
Toen Cummins bij de aanval op Hayward ervandoor ging, verloor hij de houder van zijn gasmasker. Daarin stond het servicenummer 525987, waardoor het op hem te herleiden was. Bij een huiszoeking op 16 februari trof de politie verschillende spullen van zijn slachtoffers aan. Bovendien bleken Cummins' vingerafdrukken dezelfde als die op de blikopener die gebruikt werd bij de verminking van Oatley.
Cummins werd op 27 april 1942 veroordeeld tot de doodstraf. Een kleine twee maanden later werd hij opgehangen in Wandsworth Prison in Londen.

## Mogelijk meer slachtoffers
Scotland Yard stelde later Cummins in verband te kunnen brengen met nog twee moorden, gepleegd tijdens luchtaanvallen in oktober 1941.

## In de media
- In 2006 verscheen het boek In the Dark: The True Story of the Blackout Ripper van Simon Read over de zaak.